# سيمويه البلقاوي (صحابي)
سِيمُويه، ويقال: سيماه الْبَلقاويّ. صحابي كان نصرانيًّا شماسًا من اهل البلقاء، فقدِمَ المدينة بالتجارة، فأسلم، وحَسُنَ إسلامه، وعاش مائة وعشرين سنة.

## قدومه المدينة
أورد ابن حجر في كتابه الإصابة في تمييز الصحابة قدوم سيمويه بتجارة من الشام إلى المدينة وأنه رأى النبي صلى الله عليه وسلم وسمع كلامه، قال: " عن منصور بن صُبَيْح قال: حدثني سيماه أو سيمويه قال: رأيت النبي صلى الله عليه وسلم، وسمعت من فيه إلى أذني، وحملنا القمح بين البلقاء إلى المدينة، فبعنا وأردنا أن نشتري تمرا من تمر المدينة، فمنعونا. فأتينا النبي صلى الله عليه وسلم، فأخبرناه، فقال النبي صلى الله عليه وسلم للذين منعونا: أوما يكفيكم رخص هذا الطعام فيكم بغلاء هذا التمر الذي يحملونه؟ ذرهم يحملونه".

## سنة وفاته
لا تشير المصادر إلى سنة وفاته وقد يكون عاش إلى أواخر القرن الأول الهجري، قال ابن حجر وأبو نعيم الأصبهاني : "وكان سيمويه من أهل البلقاء، نصرانيا شمّاسا فحسن إسلامه، وعاش مائة وعشرين سنة." 